# Pont-de-Poitte
Pont-de-Poitte är en kommun i departementet Jura i regionen Bourgogne-Franche-Comté i östra Frankrike. Kommunen ligger i kantonen Clairvaux-les-Lacs som tillhör arrondissementet Lons-le-Saunier. År 2022 hade Pont-de-Poitte 626 invånare.

## Befolkningsutveckling
Antalet invånare i kommunen Pont-de-Poitte
Referens:INSEE